# Alfredo, Alfredo
Pour plus de détails, voir Fiche technique et Distribution.
Alfredo, Alfredo est une comédie franco-italienne réalisé par Pietro Germi en 1972.

## Synopsis
À Ascoli Piceno, un jeune homme réservé nommé Alfredo fait la cour à la jolie Maria Rosa. Son rêve s'accomplit lorsqu'elle accepte de l'épouser, mais la situation n'est pas celle qu'Alfredo avait imaginée…

## Fiche technique
Sauf indication contraire, les informations mentionnées dans cette section peuvent être confirmées par la base de données cinématographiques IMDb,  présente dans la section « Liens externes ».
- Titre : Alfredo, Alfredo
- Titre original : Alfredo, Alfredo
- Réalisation : Pietro Germi
- Scénario : Piero De Bernardi, Leonardo Benvenuti, Tullio Pinelli, Pietro Germi
- Photographie : Aiace Parolin
- Son : Raul Montesanti
- Décor : Andrea Fantacci
- Musique : Carlo Rustichelli
- Production : Guglielmo Colonna
- Société de production : Francoriz Production
- Pays de production :  Italie,  France
- Langue de tournage : italien
- Format : couleur (Technicolor) - 2,35:1 - son mono - 35 mm
- Genre : comédie à l'italienne
- Durée : 
  - Italie : 110 min
  - États-Unis : 98 min
- Date de sortie : 
  - Italie : 4 août 1972
  - France : 8 mars 1973, affiche dessinée par Clément Hurel
  - États-Unis : 17 décembre 1973

## Distribution
- Dustin Hoffman : Alfredo Sbisà.
- Stefania Sandrelli : Maria Rosa Cavarani in Sbisà.
- Carla Gravina : Carolina Bettini.
- Clara Colosimo : La mère de Carolina.
- Daniele Patella : Le père de Carolina.
- Danika La Loggia : La mère de Maria Rosa.
- Saro Urzì : Le père de Maria Rosa.
- Luigi Baghetti : Le père d'Alfredo.
- Duilio Del Prete : Oreste.

## Distinctions
- Golden Globe : nomination pour le meilleur film étranger.
- David di Donatello : meilleur film.
- U.S. National Board of Review : nomination pour le meilleur film étranger[1].